# Krásnaya Zvezdá (Kavkázskaya, Krasnodar)
Krásnaya Zvezdá (del ruso: Красная Звезда) es un jútor del raión de Kavkázskaya del krai de Krasnodar, en el sur de Rusia. Está situado en la orilla izquierda del río Chelbas, 15 km al noroeste de Kropotkin y 128 km al nordeste de Krasnodar, la capital del krai. Tenía 147 habitantes en 2010.
Pertenece al municipio Privólnoye.